# Francisco Avilán
Francisco Avilán (* 27. August 1947 in Monterrey, Nuevo León; † 5. Februar 2021), auch bekannt unter dem Spitznamen El Potrillo, ist ein ehemaliger mexikanischer Fußballspieler auf der Position des Stürmers und Flügelspielers, der nach seiner aktiven Karriere als Fußballtrainer arbeitete.

## Leben
Während seiner aktiven Profikarriere spielte Avilán für den CF Monterrey, bei dem er von etwa 1964 bis 1972 im Herrenteam unter Vertrag stand. Zu jener Zeit absolvierte er auch seine beiden einzigen Länderspieleinsätze. Sein Debüt im Dress der
mexikanischen Nationalmannschaft feierte er beim Testspiel gegen die Sowjetunion (0:0), das am 17. Februar 1971 im Estadio Jalisco ausgetragen wurde. In diesem Spiel war Avilán unmittelbar nach der Pause für Marco Menéndez eingewechselt und bereits 21 Minuten später durch Horacio López Salgado ersetzt worden. In seinem zweiten und letzten Länderspiel, das am 5. April 1972 im Aztekenstadion gegen Peru (2:1) stattfand, kam Avilán in der 75. Minute für den ausgewechselten Fernando Bustos aufs Feld.
Nach seiner aktiven Karriere, er spielte nach seiner Zeit bei seinem Heimatverein auch noch für zwei Spielzeiten bei Deportivo Guadalajara, arbeitete Avilán als Trainer zunächst bei seinem Exverein CF Monterrey, den er im Torneo México 86 zu seinem ersten Meistertitel in der mexikanischen Primera División führte.
In den 1990er Jahren trainierte er dessen Erzrivalen UANL Tigres und verriet, welche Kraftanstrengung dies erforderte: „Um die Tigres zu trainieren, musste ich schon ein richtiger Mann sein, denn einem Francisco Avilán war es eigentlich nicht erlaubt, Trainer der Tigres zu werden.“
Nach mehr als 14-jähriger Abstinenz von der höchsten Spielklasse Mexikos, in der er zuletzt am 12. Februar 1994 als Cheftrainer die Tigres dirigiert hatte, trainierte er am 4. Oktober 2008 die Jaguares de Chiapas ausgerechnet im Estadio Tecnológico und führte sie zu einem 2:1-Auswärtssieg bei seinem Exverein CF Monterrey.

## Erfolge
- Mexikanischer Meister: México 86